# Abdurrahman Yavuz Kalkan
Abdurrahman Yavuz Kalkan (* 19. August 1973) ist ein ehemaliger türkischer Fußballspieler.

## Sportlicher Werdegang
Kalkan begann seine Karriere bei Yeni Malatyaspor im Amateurbereich, 1993 wechselte er zu Kızıltepespor. Im November 1994 zog der Offensivspieler zum Zweitligisten Malatyaspor weiter, mit dem er zeitweise um den Aufstieg in die 1. Lig spielte. Im Pokalwettbewerb 1995/96 erreichte er mit dem Klub das Achtelfinale, mit den dabei erzielten sechs Wettbewerbstoren krönte er sich zum Torschützenkönig. 1998 kehrte er zum frisch in die dritte Liga aufgestiegenen Yeni Malatyaspor zurück, mit dem Klub schaffte er den Sprung in die Zweitklassigkeit. Nach dem direkten Wiederabstieg schloss er sich dem Drittligakonkurrenten Mardinspor an. Später spielte er noch für Başakspor und Kızıltepe Eğitim Spor Kulübü im Amateurbereich.